# Errett Cord
Pour les articles homonymes, voir Cord.
Errett Cord (surnommé EL Cord, Errett Lobban Cord) (20 juillet 1894 - 2 janvier 1974) est un homme d'affaires, industriel, et sénateur américain, fondateur de la Cord Corporation en 1929 (important holding de plus de 150 entreprises et industries du transport américain) reconnu en particulier pour avoir construit quelques-unes des voitures américaines de luxe les plus mythiques de l'histoire de l'automobile des années 1930, avec Auburn, Cord Automobile, et Duesenberg...),.

## Biographie
Errett Cord naît à Warrensburg dans le Missouri, fils de propriétaire de plantation, qui déménagent à Los Angeles ou il suit sa scolarité. Il quitte l'école vers l'age de 15 ans et, passionné de mécanicien automobile, commence sa carrière comme vendeur de voiture concessionnaire à son compte, mécanicien préparateur, et pilote de course automobile (entre autres sur Ford T modifiée) avant de racheter à l'age de 30 ans, en 1924, l'industrie automobile en difficulté Auburn à Auburn dans l'Indiana, qu'il renfloue avec succès.

Quelques modèles de voitures américaines mythiques d'Errett Cord
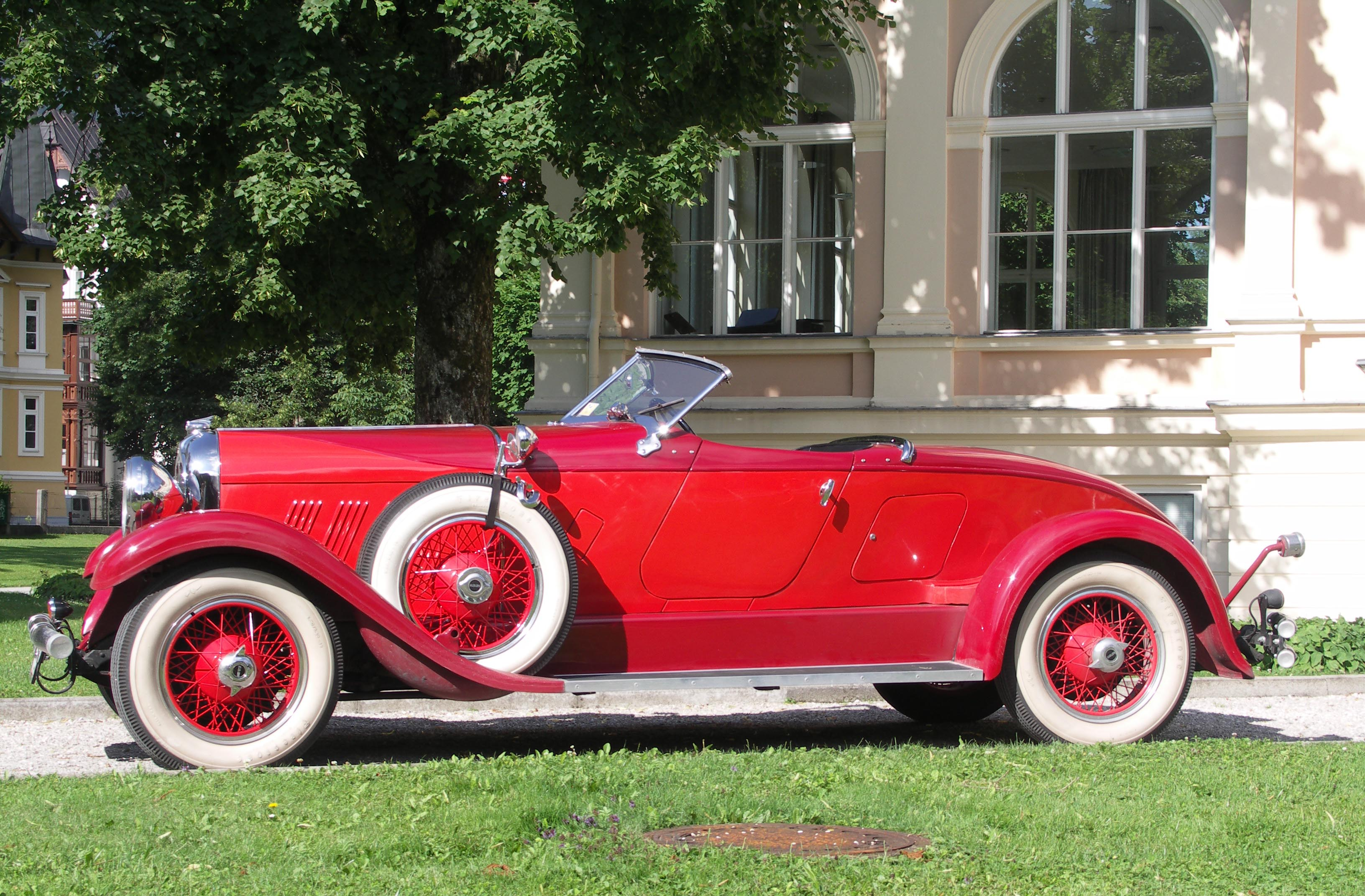
Auburn 8-90 Speedster (1929)
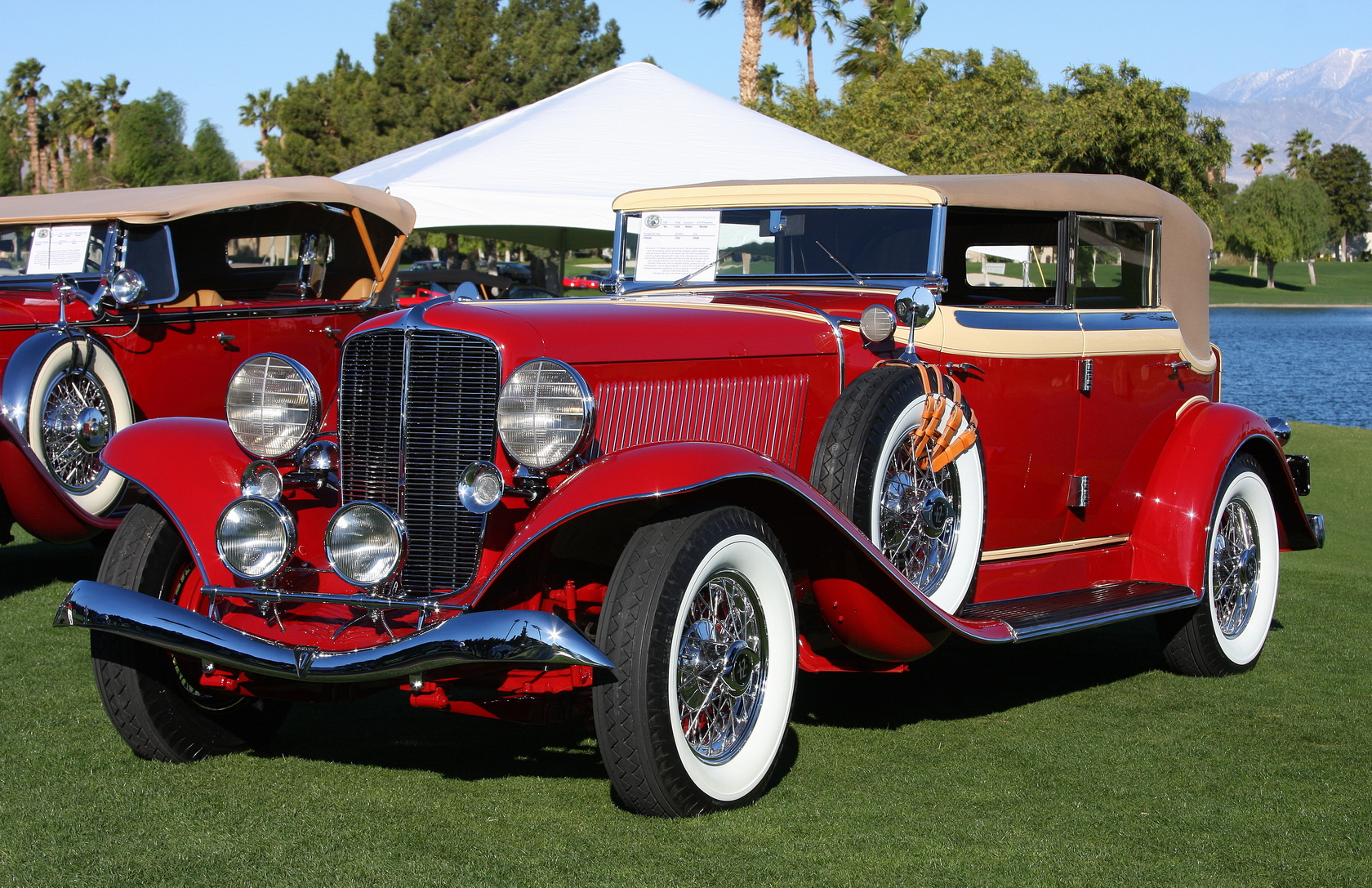
Auburn V12 Phaeton (1934)
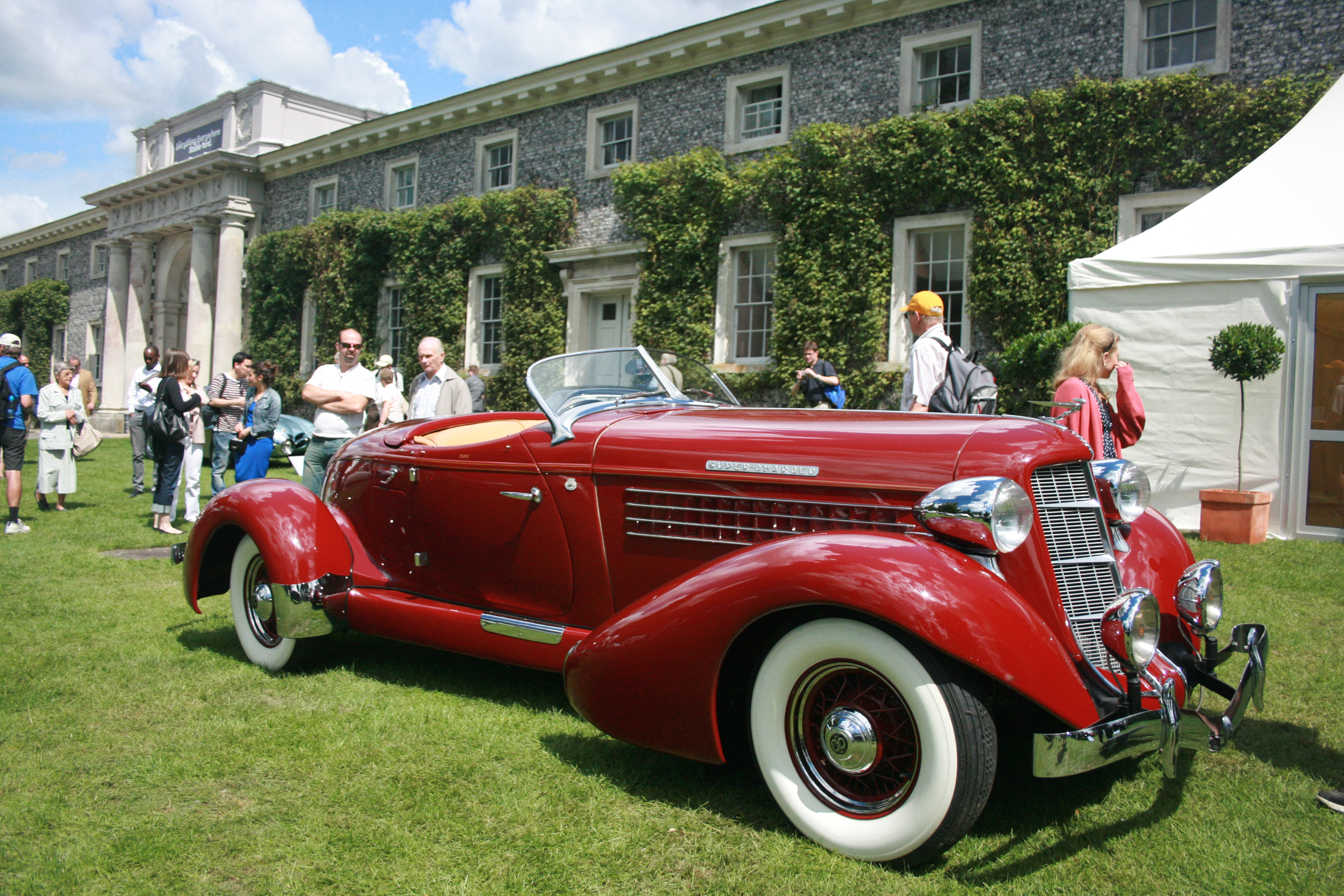
Auburn 851 Speedster (1935)

Il fonde la Cord Corporation en 1929, société mère holding d'un important empire de plus de 150 entreprises et industries d'automobile, de construction navale, industries aéronautique, et compagnies aériennes, qu'il rachète rapidement et dirige avec succès principalement dans le domaine des transports, avec entre autres Auburn (1924), Duesenberg (1926), Lycoming Engines (1927), Cord Automobile (1929), Stinson Aircraft Company (1929), Checker Taxi, Vultee Aircraft (1932), Century Pacific Airlines (1933), American Airways, New York Shipbuilding Corporation...

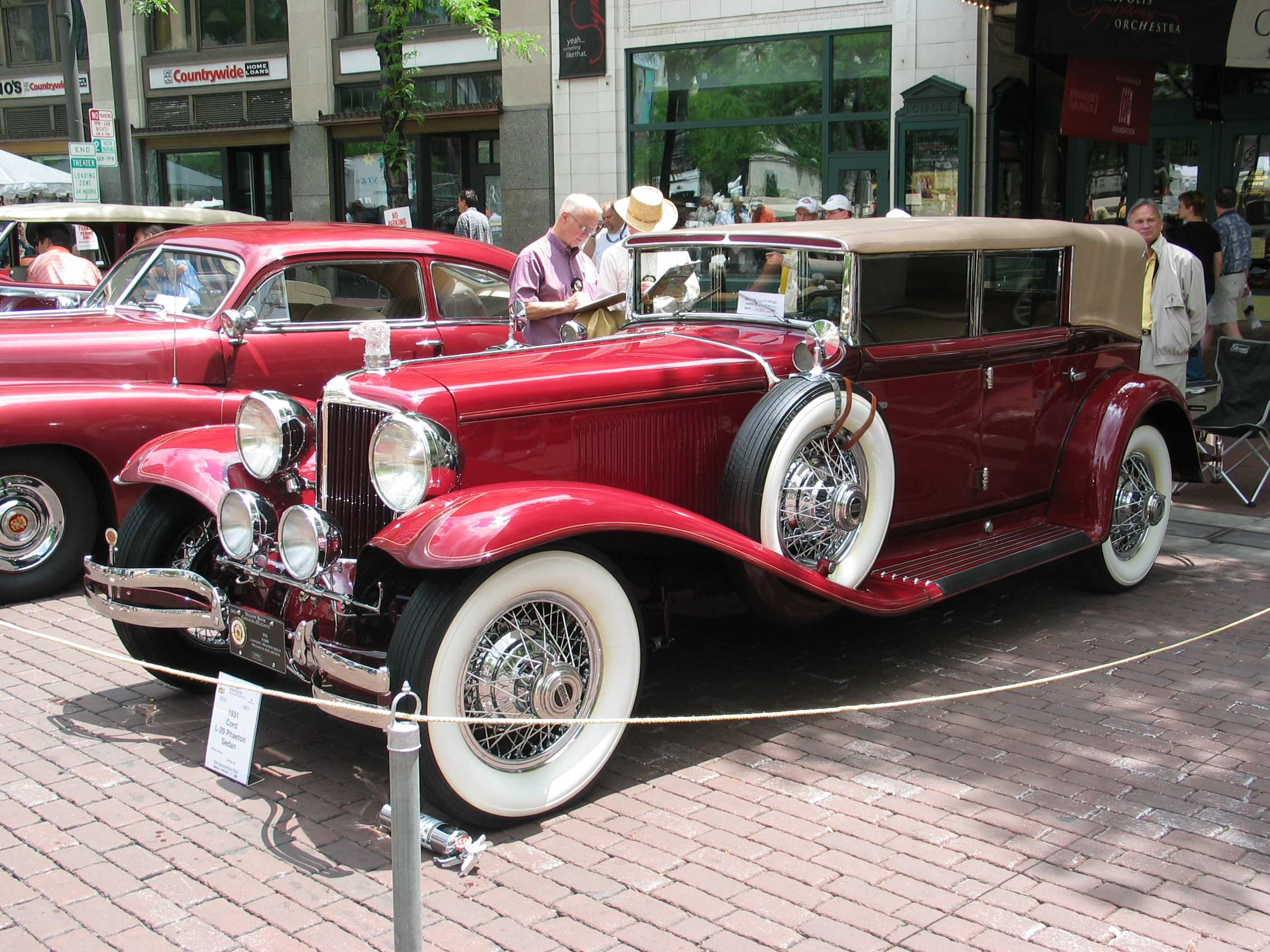
Cord L-29 (1929)
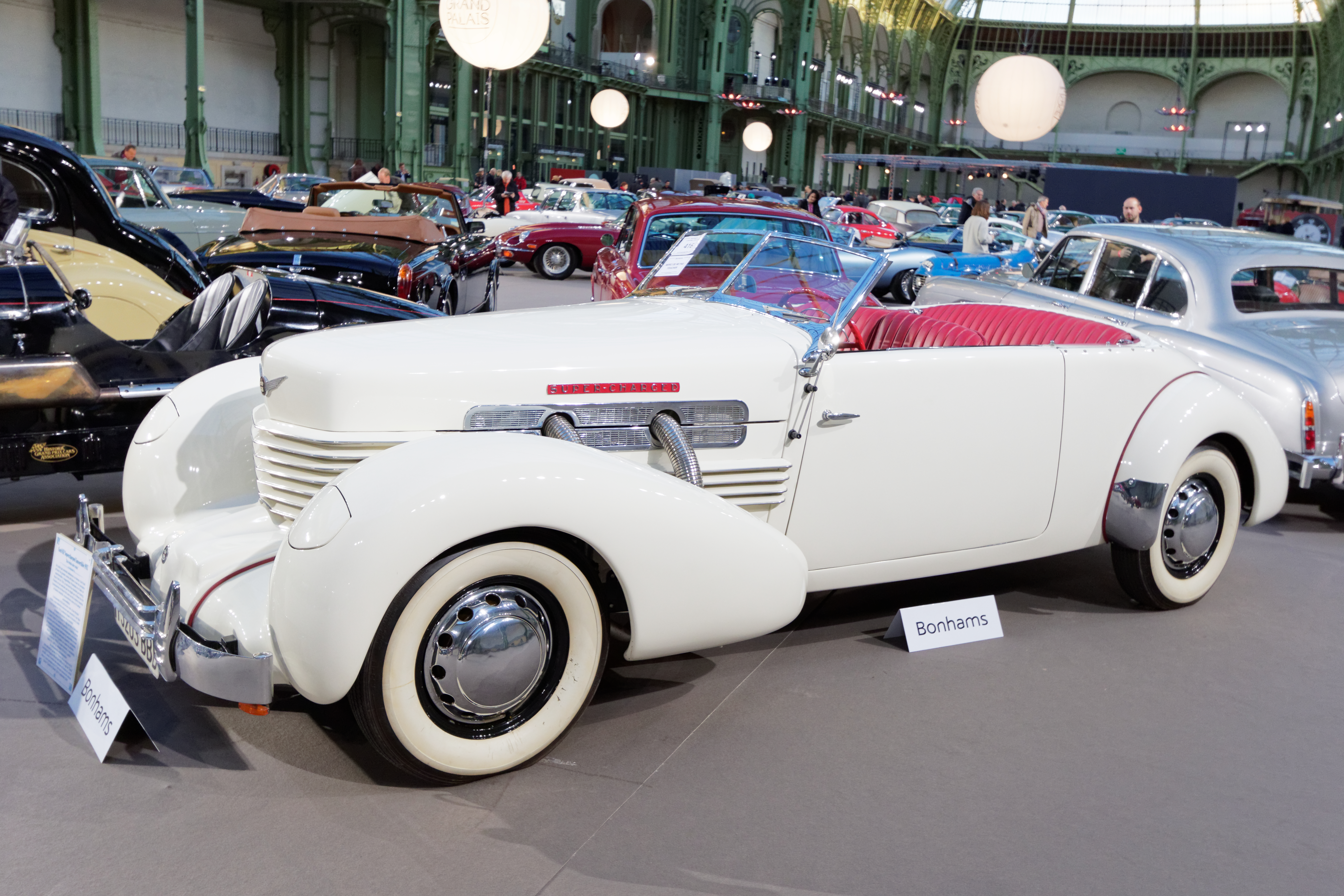
Cord 810/812 (1936)
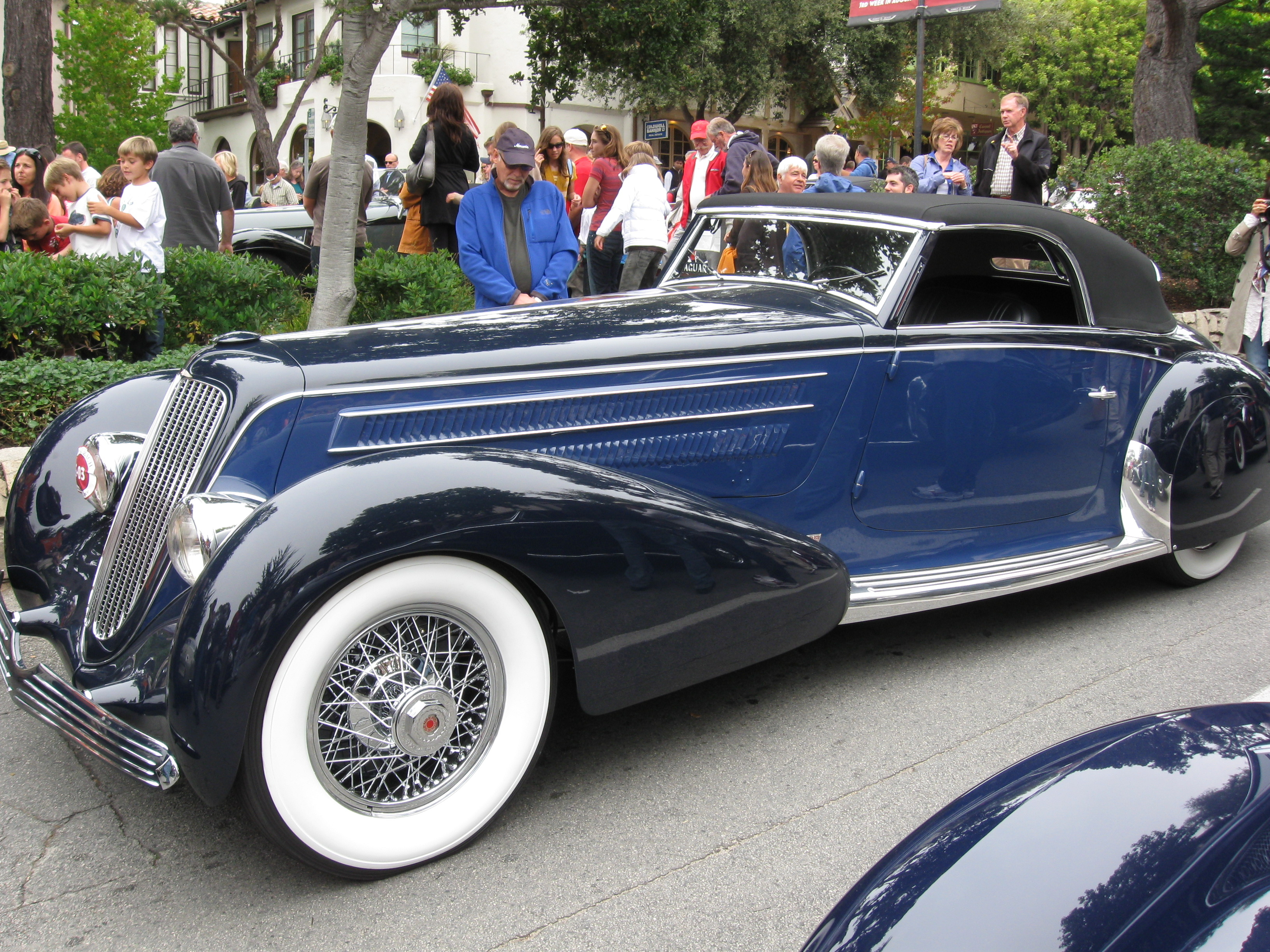
Duesenberg J Graber (1930)
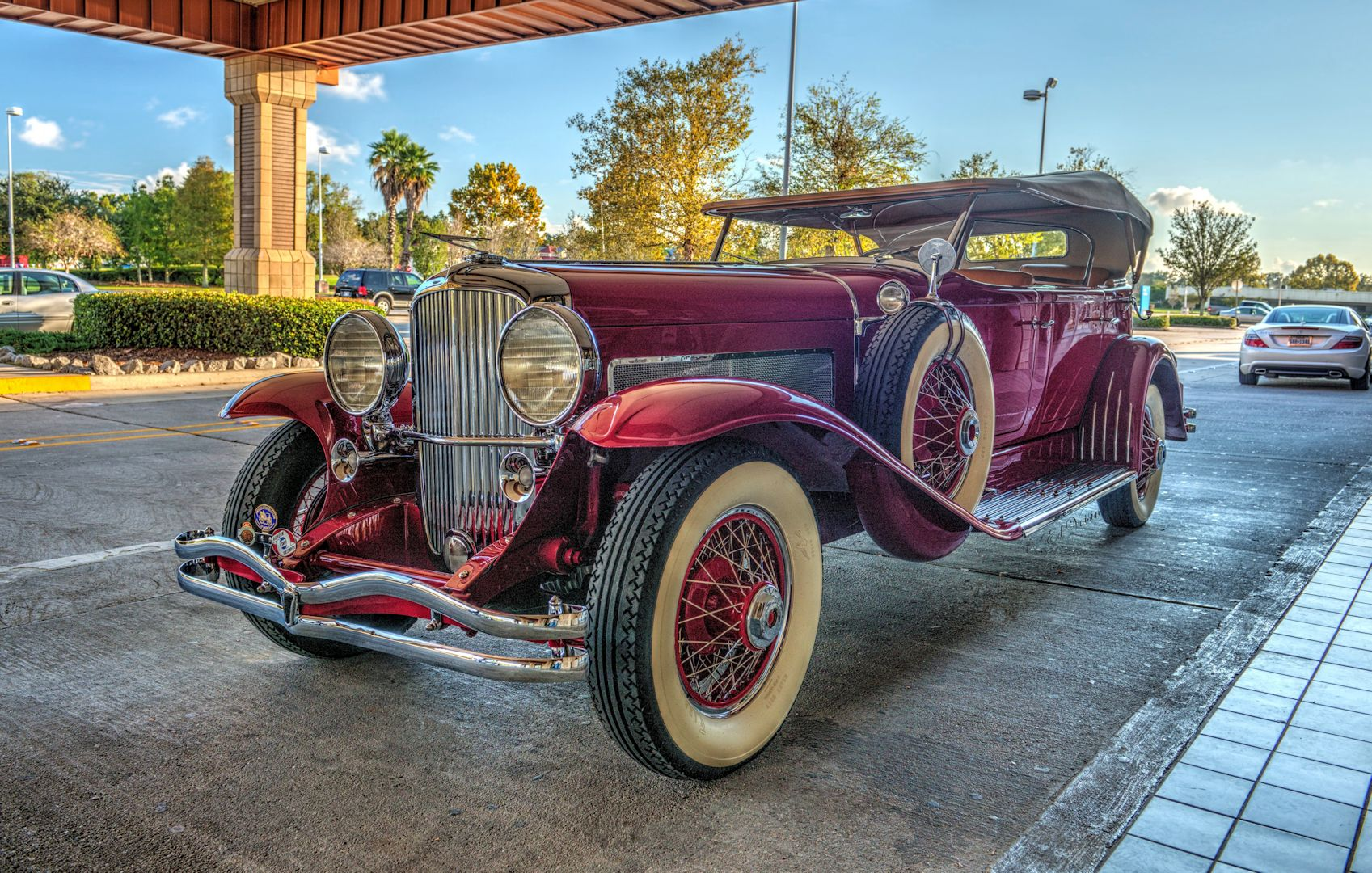
Duesenberg J (1932)
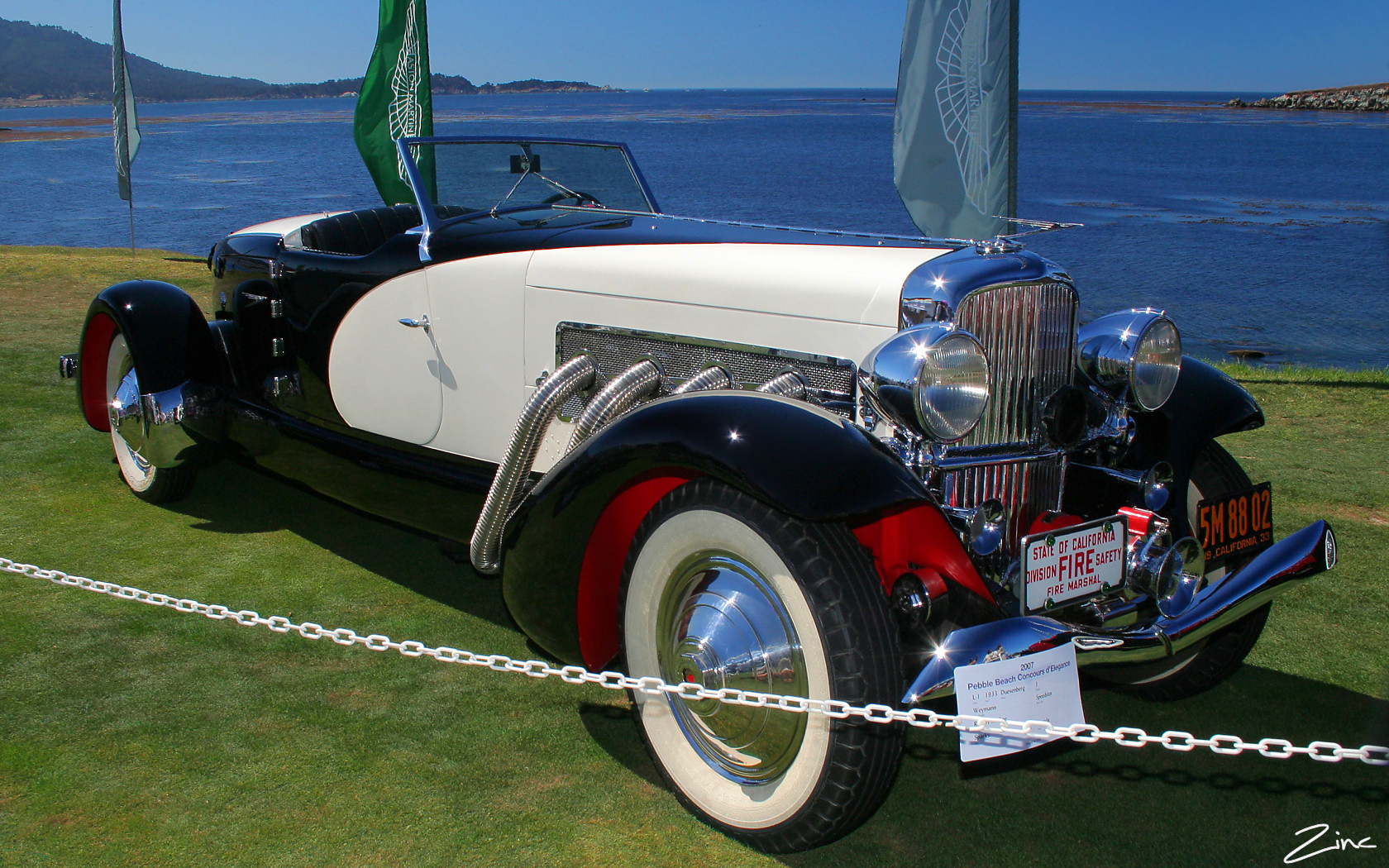
Duesenberg J Weymann (1933)
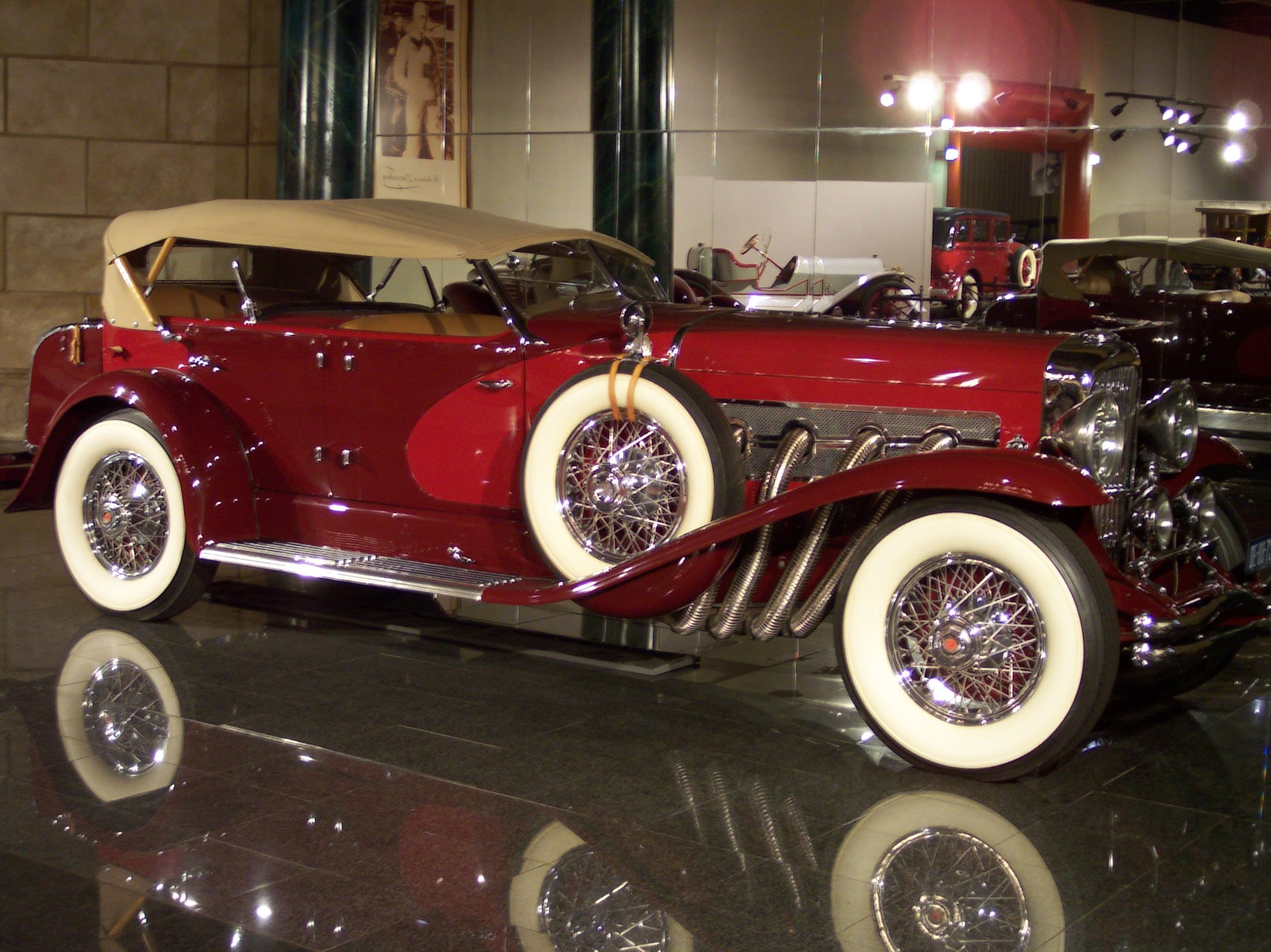
Duesenberg SJ (1935)
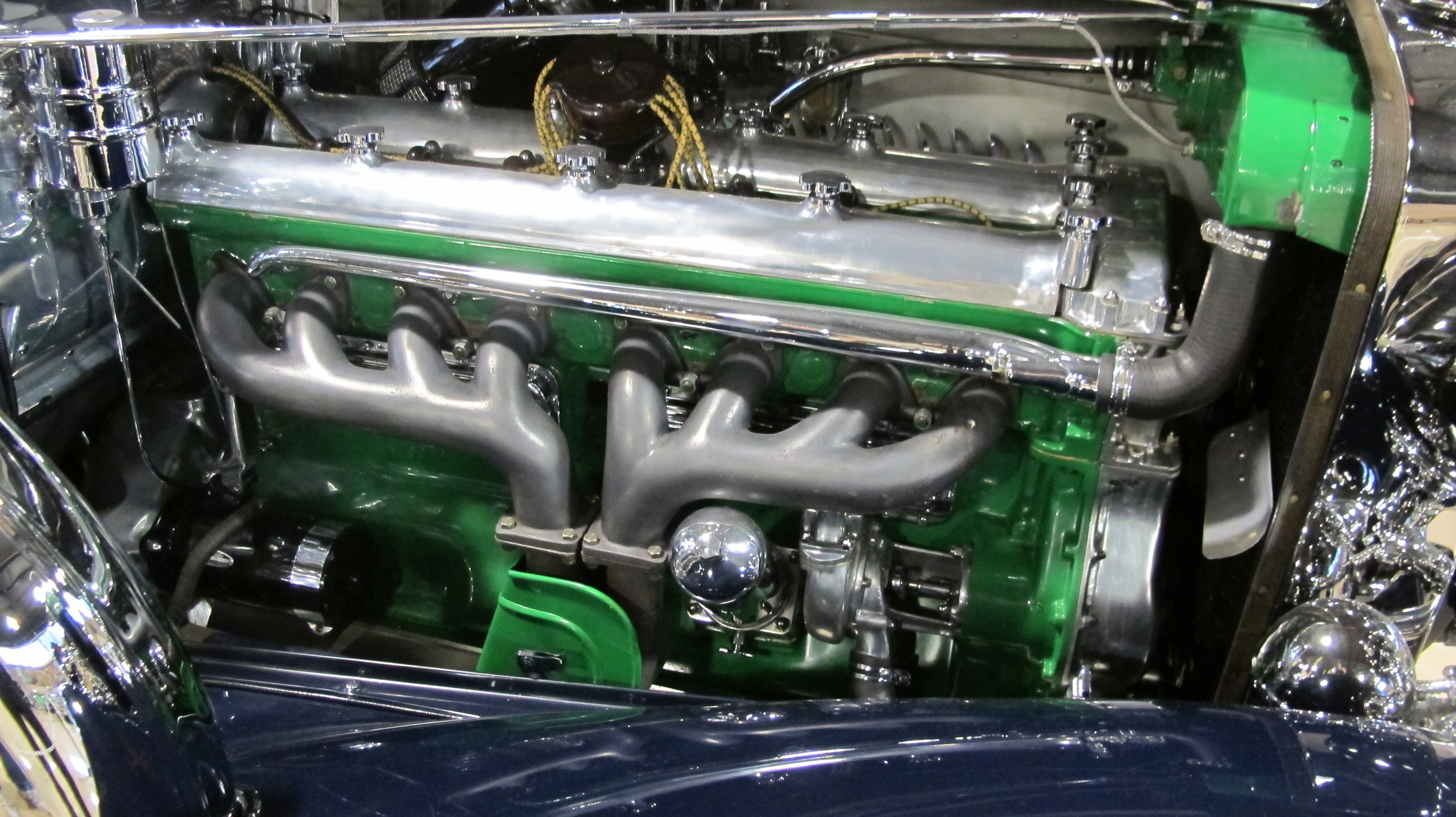
Moteur d'avion 8 cylindres en ligne Lycoming de Duesenberg J

Il s'expatrie en Angleterre de 1934 à 1936, avant de revenir aux États-Unis ou il est placé sous contrôle de la Securities and Exchange Commission pour fraude financière. Il se retire alors dans sa fastueuse résidence de Beverly Hills, avec une importante fortune, en vendant la totalité de son groupe en 1937 à Aviation Corporation (Avco) et divers groupes d'investisseurs. Il se reconvertit dans l’immobilier à Los Angeles, et dans les premières chaines de station de radio et de télévision de Californie, puis du Nevada ou il devient sénateur américain démocrate de la législature du Nevada dans les années 1940, avant de refuser de devenir gouverneur du Nevada en 1958. Il disparaît d'une crise cardiaque en 1974, à l'âge de 79 ans, dans son ranch de Reno au Nevada.

## Hommages
- 1932 et 1934 : deux couvertures de la revue américaine Time (18 janvier 1932, et 23 avril 1934).
- 1974 : fondation du musée de l'automobile Auburn Cord Duesenberg Automobile Museum d'Auburn (Indiana).
- 1976 : intronisé au Automotive Hall of Fame (importante distinction pour les personnalités du monde de l'automobile).